# Aseri Radrodro
Aseri Masivou Radrodro,, né à Serea entre mai et juillet 1972,, est un homme politique fidjien.

## Biographie
Né dans le village de Serea dans la province de Naitasiri peu après l'indépendance des Fidji, il obtient en 2007 un diplôme de Master en Gestion des entreprises à l'université du Pacifique Sud, et travaille comme expert-comptable.
Élu député au Parlement des Fidji avec l'étiquette du Sodelpa (parti chrétien-conservateur et ethno-nationaliste autochtone) aux élections de 2014, il est réélu en 2018 et en 2022. Sur les bancs de l'opposition parlementaire de 2014 à 2022, il est nommé en décembre 2022 ministre de l'Éducation dans le gouvernement de coalition de Sitiveni Rabuka.
Le 22 janvier 2024, le Premier ministre le limoge pour avoir désobéi aux consignes du bureau de l'Avocat général concernant la nomination du président du conseil de l'université nationale des Fidji. Après une réunion d'urgence, le Sodelpa (en l'absence toutefois de son chef Viliame Gavoka qui est à l'étranger) demande la démission du Premier ministre pour n'avoir pas consulté le parti avant de limoger le ministre. Le 15 avril, Aseri Radrodro est élu chef du Sodelpa, et le 24 avril il est restauré par le Premier ministre à son poste de ministre de l'Éducation.